# Christian Prokop
Christian Prokop (* 24. Dezember 1978 in Köthen) ist ein deutscher Handballtrainer und ehemaliger Handballspieler.

## Spielerkarriere
Als linker Rückraumspieler war Prokop von 1998 bis 2000  beim damaligen Zweitligisten Dessauer HV tätig, von hier wechselte er für die Saison 2000/01 in die Erste Bundesliga zum HC Wuppertal, und danach von 2001 bis 2003 zu GWD Minden. Insgesamt bestritt er 41 Bundesligaspiele, in denen er 80 Tore erzielen konnte, davon 8/16 für Wuppertal und 33/64 für Minden. Für den Deutschen Handballbund (DHB) kam er zwischen 1999 und 2002 siebenmal in der B-Nationalmannschaft zum Einsatz, wobei das Turnierspiel des Sparkassencups 2003 gegen die A-Mannschaft des DHB nicht als Länderspiel gewertet wird. In den sechs offiziellen B-Länderspielen erzielte er 14 Tore und traf dabei in jeder Begegnung mindestens ein Mal.
Nach einer schweren Knieverletzung, die sich Prokop im März 1999 bei einem B-Länderspiel gegen Ägypten zugezogen hatte, stellte der bis dahin als Rechtshänder Agierende seine Spielweise zur Schonung des linken Knies auf Linkshändigkeit um.  Aufgrund der personellen Situation bei Minden auf seiner neuen Position im rechten Rückraum kam Prokop in der Saison 2002/03 nur noch am ersten Bundesligaspieltag gegen den HSV Hamburg zum Einsatz, und sein Vertrag wurde am Ende der Saison nicht verlängert, weshalb er anschließend zum Regionalligisten HG 85 Köthen wechselte, den sein Vater Heinz Prokop trainierte.

## Trainerkarriere
Christian Prokop erwarb 2003 die A-Lizenz als Trainer des DHB und trainierte zunächst bis 2004 zwei Jugendmannschaften bei Eintracht Hildesheim. Ab März 2005 war er als Trainer beim MTV Braunschweig in der damaligen Regionalliga tätig. Ab 2006 trainierte er die erste Herren-Mannschaft des TSV Hannover-Anderten, mit der er den Aufstieg von der Regionalliga in die Zweite Bundesliga schaffte. Im Jahr 2009 wechselte er zur zweiten Mannschaft des SC Magdeburg, die er bis zum Ende der Saison 2010/11 trainierte. Ab der Saison 2011/12 übernahm er das Traineramt beim SV Post Schwerin. Nach der Insolvenz des Vereins wurde er am 19. November 2012 Trainer des Bundesligisten TUSEM Essen, wo er einen Vertrag erhielt, der auch für die 2. Bundesliga Gültigkeit besaß. Nachdem er am Ende der Saison 2013 mit dem TUSEM abgestiegen war, wurde der Vertrag in gegenseitigem Einvernehmen aufgelöst; Prokop wechselte zur Saison 2013/14 zum SC DHfK Leipzig. In der Saison 2015/16 wurde er zum Trainer der Saison gewählt.
Anfang Februar 2017 wurde bekannt, dass Prokop vom DHB als neuer Trainer der deutschen Handballnationalmannschaft ausgewählt wurde und damit die Nachfolge des Isländers Dagur Sigurðsson antrat. Prokop erhielt ab 1. Juli 2017 einen Fünfjahresvertrag ohne Ausstiegsklausel. Er wurde im Rahmen des Allstar-Games am 3. Februar 2017 in Leipzig offiziell vorgestellt. Das erste Spiel unter seiner Leitung fand am 18. März 2017 in Göteborg gegen Schweden statt (Ergebnis 25:27), das erste Pflichtspiel am 3. Mai 2017 in Ljubljana gegen Slowenien. Am 6. Februar 2020 wurde er von seinen Aufgaben als Bundestrainer der deutschen Nationalmannschaft entbunden. Prokop betreute die DHB-Auswahl bei insgesamt 53 A-Länderspielen, von denen 38 gewonnen und zehn verloren wurden, fünf Begegnungen endeten unentschieden. Nach Dagur Sigurðsson ist er der erst zweite Bundestrainer, der einen Schnitt von mehr als 1,5 Punkten pro Partie erreichte (1,528 – Sigurðsson: 1,581). Auch bei der Siegquote (71,7 %) erreichte er hinter Sigurðsson (77,42 %) den zweitbesten Wert aller bisherigen Bundestrainer.
Prokop übernahm im Sommer 2021 den deutschen Bundesligisten TSV Hannover-Burgdorf.

## Sonstiges
Neben dem Sport absolvierte Christian Prokop von 2004 bis 2007 einen Bachelorstudiengang für das Lehramt Grund-, Haupt- und Realschulen in den Fächern Sport und Wirtschaft an der Universität Hildesheim; den anschließenden Masterstudiengang schloss er 2009 ab. Im Juni 2011 endete die Referendarzeit an der Sportsekundarschule in Magdeburg.

## Privates
Prokop ist verheiratet, hat eine Tochter und einen Sohn.